# 叶尔江·朱安汗
叶尔江・朱安汗（Ержан Жуанханұлы 1962年8月—），新疆吉木乃人，哈萨克族，中国共产党党员。中华人民共和国政治人物、第十三届全国人民代表大会新疆地区代表。

## 生平
2018年2月24日，当选为第十三届全国人大代表。